# 馬戈·哈什曼
馬戈·哈什曼（英語：Margo Cathleen Harshman，1986年3月4日—）是一位來自美國的演員。她最出名的角色是在迪士尼電視劇Even Stevens裡飾演的Tawny Dean,  與《宅男行不行》裡飾演 Alex Jensen。

## 私人生活
馬戈出生於美国加利福尼亞州聖地亞哥。她有兩位大姊、一位大哥和一位弟弟。